# Kreuz (Larchant)

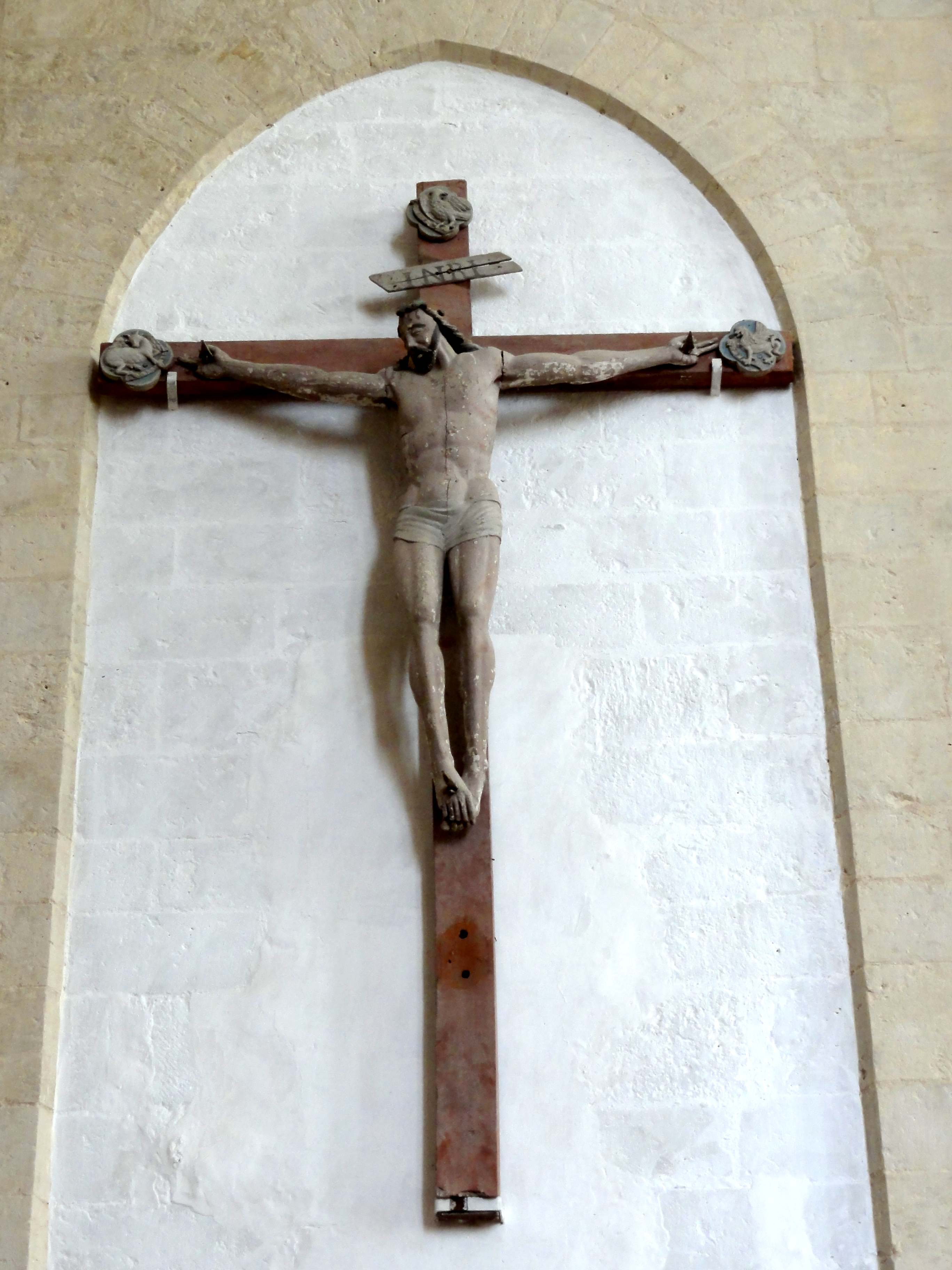
Kreuz in Larchant

Das Kreuz in der Basilika St-Mathurin in Larchant, einer französischen Gemeinde im Département Seine-et-Marne der Region Île-de-France, wurde im 14. Jahrhundert geschaffen.  
Im Jahr 1906 wurde das Kreuz als Monument historique in die Liste der denkmalgeschützten Objekte (Base Palissy) in Frankreich aufgenommen.
Das Kruzifix aus Holz mit einer Höhe von drei Metern befand sich vermutlich über einem Lettner, der bei einem Brand zerstört wurde. Der Korpus entspricht dem Dreinageltypus.